# كارل أبراهامسون
كارل أبراهامسون (بالسويدية: Carl "Calle Aber" Abrahamsson)‏ هو لاعب باندي ‏ سويدي، ولد في 1 مايو 1896 في سودرتاليا في السويد، وتوفي بنفس المكان في 25 ديسمبر 1948 بسبب نوبة قلبية.

## وصلات خارجية
- كارل أبراهامسون على موقع EliteProspects.com (الإنجليزية)
- كارل أبراهامسون على موقع Eurohockey.com (الإنجليزية)
- كارل أبراهامسون على موقع أوليمبيديا (الإنجليزية)
- كارل أبراهامسون على موقع اللجنة الأولمبية السويدية (السويدية)